# Vandtårnet ved Langå Station
Vandtårnet ved Langå Station er et vandtårn af den jydsk/fynske type placeret ved Langå Station.
56°23′9.36″N 9°53′49.88″Ø / 56.3859333°N 9.8971889°Ø